# Triticella gracilis
Triticella gracilis är en mossdjursart som beskrevs av Jean-Loup d'Hondt och Hayward 1981. Triticella gracilis ingår i släktet Triticella och familjen Triticellidae. Inga underarter finns listade i Catalogue of Life.